# Mitsubishi L200

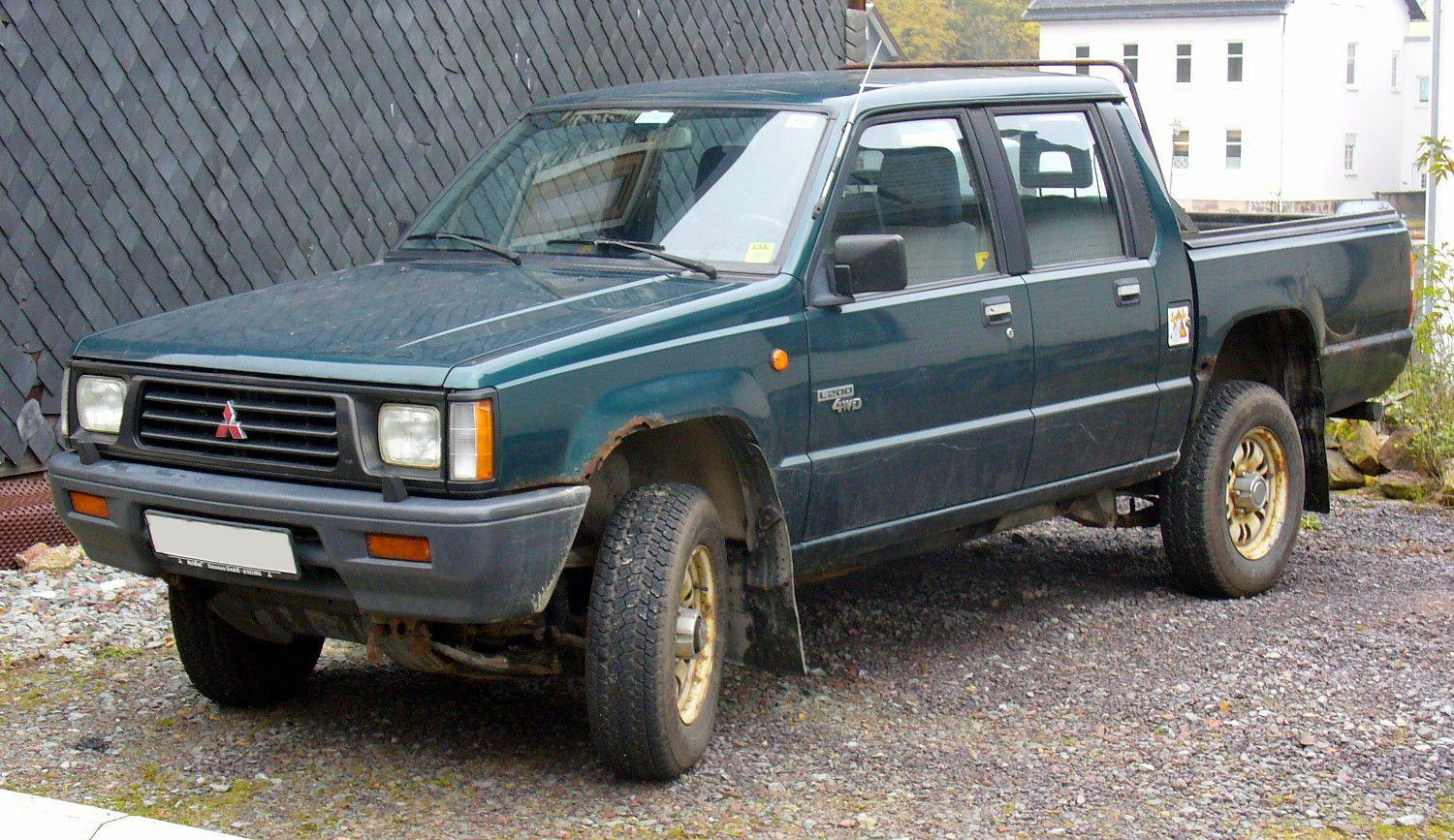
Mitsubishi L200 - I generacja

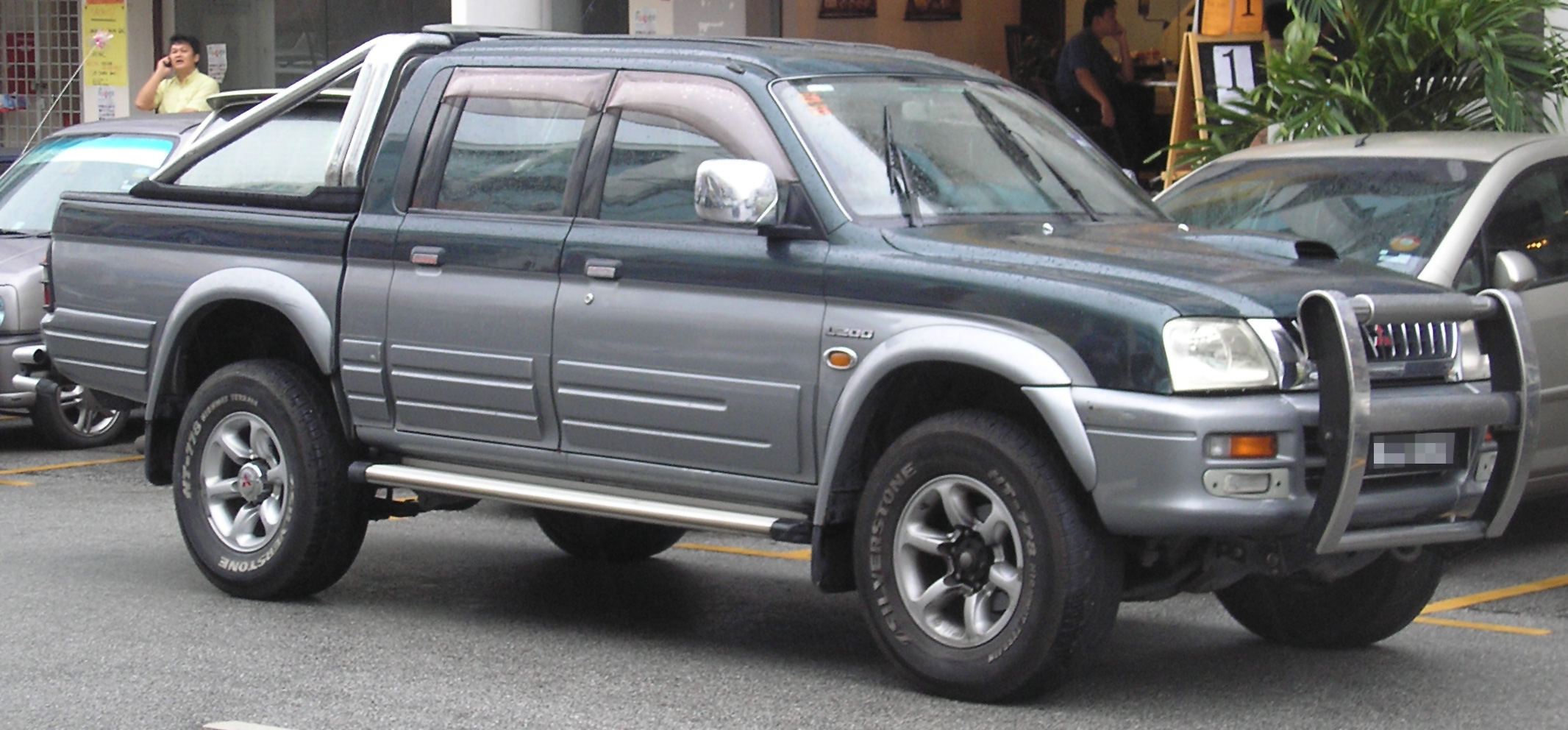
Mitsubishi L200 - II generacja

Mitsubishi L200 – jest to pick-up japońskiego producenta samochodów, Mitsubishi. Ostatnim modelem jest szósta generacja samochodu.
Premiera pierwszej wersji L200 nastąpiła w 1978 i był to pick-up z napędem na tylną oś, dopiero dwa lata później rozpoczęto produkcje tego modelu z napędem na 4 koła.
Najnowszą generację (od 2006) wyposaża się w silniki wysokoprężne silnik Diesla o pojemności 2,5 litra o mocy 136 KM momencie obrotowym 314 Nm z możliwością powiększenia jej do 167 KM. Na rynku australijskim i brytyjskim dostępny jest z silnikiem 3,2 DI-D znanym z modelu Pajero/Montero o mocy 160 KM i momencie obrotowym 380 Nm. W Europie występuje z 3 opcjami wyposażenia: Invite, Intenese, Instyle.
Najbardziej uboga jest podstawowa wersja produkowana na Afrykę i Bliski Wschód. Auta nie mają ABS, ESP i poduszek powietrznych. W Europie najskromniejszą wersją jest model Invite wyposażony w skrzynie rozdzielczą EasySelect, nie ma kontroli trakcji i ESP, jest za to seryjna blokada tylnego dyferencjału, ABS, klimatyzacja i poduszki powietrzne. Auta z EasySelect ze względu na brak centralnego mechanizmu różnicowego nie mogą jeździć z napędem na 4 koła w warunkach dobrej przyczepności (droga asfaltowa, autostrada).
Wersje Intense i Instyle wyposażone są w skrzynie SuperSelect (wcześniejsze wersje L200 miały tylko EasySelect) zaadaptowaną z Pajero/Montero.
Są to prawdopodobnie w tej chwili jedyne pick-upy które mogą poruszać się z napędem na wszystkie 4 koła na każdej nawierzchni w pełnym zakresie prędkości. Nadwozie L200 zabudowane jest na ramie, zawieszenie przednie niezależne z wahaczami i sprężynami śrubowymi, tylne: sztywny most z resorami piórowymi poprzecznymi.
Na świecie te modele są wykorzystywane w policji oraz innych jednostkach szybkiego reagowania. W 2009 na służbę do polskich jednostek policyjnych trafiło 66 szt., które zostały wyłonione w przetargu.

## Wersje nadwozia
- SingleCab (2d2m)
- ClubCab (2d4m)
- DoubleCab (4d5m)

## Konkurenci
- Ford Ranger
- Ssang Yong Actyon Sport
- Toyota Hilux
- Nissan Navara
- Nissan NP300
- Tata Xenon
- Isuzu D-MAX
- Mercedes-Benz Klasy X